# Michael Page (lutador)
Michael "Venom" Page (Londres, 7 de abril de 1987) é um lutador profissional britânico de MMA. Page atualmente compete pelo UFC.

## Carreira no Kickboxing
Seu pai é Curtis Page, um mestre na arte Lau Gar de Kung Fu (estilo de Kung Fu baseado em cinco animais, Tigre, Cobra, Leopardo, Macaco e Dragão) e seus irmãos também são campeões mundiais de Kickboxing.
Michael começou a treinar artes marciais com apenas três anos. Competiu em seu primeiro torneio de Karatê com a idade de cinco anos porque quase todos em sua família, incluindo seu pai Curtis Page estavam envolvidos em artes marciais, logo ele sentiu que deveria seguir o exemplo da família.
Page conquistou dez campeonatos mundiais em kickboxing, o primeiro foi com 12 anos, além de ser coroado campeão britânico. Ele também treinou no Centro de Cobham de Artes Marciais em Surrey. Uma notável conquista foi o título mundial no WAKO - Campeonato Mundial de Kickboxing no ano de 2007, em Coimbra, ele ganhou a medalha de ouro após derrotar o irlandês Dave Heffernan por decisão. Ele também competiu na WCG 2010, na divisão 84 kg de semi-contato, onde ele ganhou a prata, só perdendo o ouro para o vencedor da divisão Kristian Jaroszkievicz.
Quando não está competindo, Page costuma ser o treinador de vários outros lutadores.

## Carreira no MMA
Ele atualmente treina na Shootfighters Londres, uma academia com uma série de nomes reconhecidos mundialmente como James Thompson, Mostapha Al Turk, Marius Zaromskis, Karlos Vemola, Zelg Galesic, John Hathaway e Lee Murray.

### UCMMA
Page fez sua estreia no MMA no UCMMA 26 contra Ben Dishman, vencendo por por TKO após um belo chute rodado. Essa luta foi muito comentada no mundo do MMA, onde muitos o chamaram de 'Anderson Silva' britânico.'
Page seguiu enfrentando Miguel Bernard em UCMMA 27 em peso casado (80 kg), vencendo mais uma vez de forma impressionante. Após um minuto de luta, Page mais uma vez abusava em seu estilo heterodoxo, Page então escorregou e caiu de costas. Bernard aceitou lutar no chão, provocando Page para o mesmo tentar um triângulo. Depois de conseguir puxar a cabeça para fora, Bernard se viu em uma chave de braço, obrigando-o a desistir aos 1:43 do primeiro round.
Page em seguida, voltou a suas raízes como um kickboxer quando ele lutou no UK-1 no UCMMA 29. Page era esperado para desafiar o campeão dos médios Peter Irving pelo cinturão do UCMMA UK-1. No entanto, Irving teve de desistir da luta devido a uma lesão e foi substituído por Jefferson George depois de outros três adversários também desistirem por conta de lesões. Page venceu a luta após nocautear George a partir de uma combinação de dois socos no segundo round.

### SFL
Em 24 de junho de 2012, o Super Fight League anunciou que tinha assinado com Michael Page, juntamente com Jeff Monson, Satoshi Ishii e Rameau Thierry Sokoudjou.
Page fez sua estréia pela Super Fight League no SFL 7 contra Haitham El-Sayed, vencendo por paralisação médica após uma série de cortes, em 2 de novembro de 2012.
Page voltou a lutar no Super Fight League, em 12 de abril de 2013, para enfrentar Ramdan Mohamed como o evento principal do SFL 15 na Índia e ganhou por finalização.

### Bellator MMA
Depois de vencer a luta contra Jefferson George, Page anunciou que assinou um contrato com o Bellator, principal rival do UFC no mundo do MMA, e que ele lutaria tanto pelo Bellator quanto pelo SFL, respeitando ambos os contratos.
Page era esperado para fazer sua estréia no Bellator 82, mas ele acabou sendo retirado do card devido a uma cirurgia para curar uma antiga lesão na mandíbula.
Page finalmente fez sua estréia em 21 de março de 2013, no Bellator 93. Ele enfrentou Ryan Sanders e venceu a luta por nocaute aos 10 segundos do primeiro round.
Page estava programado para lutar no Bellator 102, mas teve que se retirar devido a uma lesão. Depois, era esperado para lutar no Bellator 109 porém também foi retirado devido a uma lesão.
Page voltou a lutar no Bellator 120, derrotando Ricky Rainey por nocaute faltando pouco mais de 30 segundos para o final de primeiro round, em 17 de maio de 2014.
MVP lutou contra o ex-lutador do UFC Nah-shon Burrell no Bellator 128 no dia 10 de outubro de 2014. Após uma luta amarrada por parte de Burrell, Page venceu por decisão unânime, sendo a primeira luta em que Page passou do primeiro round.
Page era esperado para enfrentar o também invicto Curtis Millender, luta que completaria o card principal do Bellator 134, porém uma lesão o tirou do card.
Page enfrentou Rudy Bears em 17 de julho de 2015 no Bellator 140. Ele venceu por nocaute com pouco mais de um minuto de luta.
Page enfrentou Charles Ontiveros em 23 de outubro de 2015 no Bellator 144 e venceu ainda no primeiro round por nocaute técnico.
Page enfrentou Jeremie Holloway em 22 de abril de 2016 no Bellator 153 e venceu ainda no primeiro round por finalização.
Page enfrentou Evangelista Santos no Bellator 158, no dia 16 de julho de 2016. Page nocauteou "Cyborg" com uma joelhada voadora aos 4:31 do segundo round que provocou um afundamento de crânio no adversário. Na comemoração Page correu para o corner e pegou um boné customizado do pokémon e uma pokebola, artefato que ele atirou no cage simulando o jogo Pokémon GO.
Page enfrentou Fernando Gonzalez no Bellator 165, no dia 19 de novembro de 2016. Page venceu por decisão dividida.
Page enfrentou David Rickels no Bellator 200, no dia 25 de maio de 2018. Page venceu por finalização.
Page enfrentou Paul Daley no Bellator 216, no dia 16 de fevereiro de 2019. Page venceu por decisão unânime.
Page enfrentou Douglas Lima no Bellator 221, no dia 11 de maio de 2019. Page perdeu sua invencibilidade ao ser nocauteado por Lima.

## Carreira no Boxe
Em 12 de julho de 2017, anunciou-se que a Michael Page assinou com a Hayemaker Ringstar, uma promoção de David Haye e Richard Schaefer. Page começou a treinar sob a tutela de Ismael Salas na Hayemaker HQ em 27 de julho de 2017, juntamente com Joe Joyce, Qais Ashfaq e Willy Hutchinson.
Page fez sua estreia no boxe no Hayemaker Ringstar Fight Night contra Jonathan Castano, vencendo por por TKO.
Page lutou contra Michal Ciach na Hayemaker Ringstar Fight Night 3, vencendo por por KO.

## Vida pessoal
Page disse que a melhor luta de kickboxing que ele já viu na vida foi "Simon Lewis vs Matthew Winsper".
Seu pai é a sua maior influência para a sua carreira desportiva de combate.
Seu apelido 'Venom' pode ser uma alusão ao próprio Anderson Silva, sendo este considerado o 'Spider'. Já as iniciais do seu apelido, "MVP" (Michael Venom Page) formam alusão a um trocadilho que em inglês significa Most Valuable Player o Jogador Mais Valioso de várias modalidades esportivas.
Michael Page também é dançarino de valsa.

## Campeonatos e realizações
| - World Combat Games - Medalhista de Prata do World Combat Games de 2010 (Contato Semi) - World Association of Kickboxing Organizations - Medalhista de Prata do Aberto dos Irlandês W.A.K.O. de 2011 (Contato Semi) - Medalhista de Prata do Campeonato Mundial W.A.K.O. de 2009 (Contato Semi) - Medalhista de Prata do Aberto dos Irlandês W.A.K.O. de 2009 (Contato Semi) - Medalhista de Ouro da Taça do Mundo Clássica da Áustria W.A.K.O. de 2009 (Contato Leve) - Medalhista de Ouro da Taça do Mundo Clássica da Áustria W.A.K.O. de 2009 (Contato Semi) - Medalhista de Prata do Aberto dos Irlandês W.A.K.O. de 2008 (Contato Semi) - Medalhista de Ouro da Taça do Mundo Clássica da Áustria W.A.K.O. de 2008 (Contato Semi) - Medalhista de Ouro do Campeonato Mundial W.A.K.O. de 2007 (Contato Semi) - World Kickboxing Association - Medalhista de Bronze do Campeonato Mundial WKA de 2009 (Contato Leve) - Medalhista de Ouro do Campeonato Mundial WKA de 2009 (Contato Semi) - International Sport Karate Association - Medalhista de Ouro do Campeonato Mundial Aberto de Artes Marciais dos EUA ISKA de 1998 (Contato Semi) | - World MMA Awards - Nocaute do Ano de 2016 vs. Evangelista Santos - MMAjunkie - Nocaute do mês de julho de 2016 vs. Evangelista Santos - Nocaute do Ano de 2016 vs. Evangelista Santos - Sherdog - Top 10 de Sherdog: Maior ataque individual na história do MMA (Nº 4) vs. Evangelista Santos - Top 10 de Sherdog: Nocautes do MMA Bellator (Nº 2) vs. Evangelista Santos - Nocaute do Ano de 2016 vs. Evangelista Santos - theScore - Os nocautes mais devastadores do MMA de 2016 (Nº 1) vs. Evangelista Santos - Bleacher Report - Nocaute do Ano de 2016 vs. Evangelista Santos |

## Cartel no MMA
| Cartel no MMA   |             |            |
| 27 lutas        | 24 vitórias | 3 derrotas |
| Por nocaute     | 13          | 1          |
| Por finalização | 3           | 0          |
| Por decisão     | 8           | 2          |

| Res.    | Cartel | Oponente              | Método                               | Evento                                   | Data       | Round | Tempo | Local                   | Notas                                           |
| ------- | ------ | --------------------- | ------------------------------------ | ---------------------------------------- | ---------- | ----- | ----- | ----------------------- | ----------------------------------------------- |
| Vitória | 24–3   | Jared Cannonier       | Decisão (unânime)                    | UFC 319: Du Plessis vs. Chimaev          | 17/08/2025 | 3     | 5:00  | Chicago, Illinois       |                                                 |
| Vitótia | 23–3   | Sharabutdin Magomedov | Decisão (unânime)                    | UFC Fight Night: Adesanya vs. Imavov     | 01/02/2025 | 3     | 5:00  | Riad                    | Retorno aos Médios.                             |
| Derrota | 22–3   | Ian Garry             | Decisão (unânime)                    | UFC 303: Pereira vs. Procházka 2         | 23/06/2024 | 3     | 5:00  | Las Vegas, Nevada       |                                                 |
| Vitória | 22–2   | Kevin Holland         | Decisão (unânime)                    | UFC 299: O'Malley vs. Vera 2             | 09/03/2024 | 3     | 5:00  | Miami, Flórida          | Estreia no UFC.                                 |
| Vitória | 21–2   | Goiti Yamauchi        | Nocaute Técnico (chute na perna)     | Bellator 292: Nurmagomedov vs. Henderson | 10/03/2023 | 1     | 0:26  | São José, Califórnia    |                                                 |
| Derrota | 20–2   | Logan Storley         | Decisão (dividida)                   | Bellator 281: MVP vs. Storley            | 13/05/2022 | 5     | 5:00  | Londres                 | Pelo Cinturão Meio-Médio Interino do Bellator.  |
| Vitória | 20–1   | Douglas Lima          | Decisão (dividida)                   | Bellator 267: Lima vs. MVP 2             | 01/10/2021 | 3     | 5:00  | Londres                 |                                                 |
| Vitória | 19–1   | Derek Anderson        | Nocaute Técnico (interrupção médica) | Bellator 258: Archuleta vs. Pettis       | 07/05/2021 | 1     | 5:00  | Uncasville, Connecticut | Peso casado (80 kg).                            |
| Vitória | 18–1   | Ross Houston          | Decisão (unânime)                    | Bellator 248: Paris                      | 10/10/2020 | 3     | 5:00  | Paris                   | Peso casado (80 kg).                            |
| Vitória | 17–1   | Shinsho Anzai         | Nocaute (soco)                       | Bellator & Rizin: Japan                  | 29/12/2019 | 2     | 0:23  | Saitama                 | Peso casado (80 kg).                            |
| Vitória | 16–1   | Giovanni Melillo      | Nocaute (soco)                       | Bellator London 2                        | 23/11/2019 | 1     | 1:48  | Londres                 |                                                 |
| Vitória | 15–1   | Richard Kiely         | Nocaute (joelhada voadora)           | Bellator 227: Dublin                     | 27/09/2019 | 1     | 2:42  | Dublin                  |                                                 |
| Derrota | 14–1   | Douglas Lima          | Nocaute (soco)                       | Bellator 221: Chandler vs. Pitbull       | 11/05/2019 | 2     | 1:36  | Rosemont, Illinois      | Semifinal do Grand Prix dos Meio Médios.        |
| Vitória | 14–0   | Paul Daley            | Decisão (unânime)                    | Bellator 216: MVP vs. Daley              | 16/02/2019 | 5     | 5:00  | Uncasville, Connecticut | Quartas de final do Grand Prix dos Meio Médios. |
| Vitória | 13–0   | David Rickels         | Nocaute Técnico (desistência)        | Bellator 200: Carvalho vs. Mousasi       | 25/05/2018 | 2     | 0:43  | Londres                 |                                                 |
| Vitória | 12–0   | Fernando Gonzalez     | Decisão (dividida)                   | Bellator 165: Chandler vs. Henderson     | 19/11/2016 | 3     | 5:00  | São José, Califórnia    |                                                 |
| Vitória | 11–0   | Evangelista Santos    | Nocaute (joelhada voadora)           | Bellator 158: Daley vs. Lima             | 16/07/2016 | 2     | 4:31  | Londres                 |                                                 |
| Vitória | 10–0   | Jeremie Holloway      | Finalização (chave de dedo)          | Bellator 153: Koreshkov vs. Henderson    | 22/04/2016 | 1     | 2:15  | Uncasville, Connecticut |                                                 |
| Vitória | 9–0    | Charles Ontiveros     | Nocaute Técnico (cotoveladas)        | Bellator 144: Halsey vs. Carvalho        | 23/10/2015 | 1     | 3:20  | Uncasville, Connecticut |                                                 |
| Vitória | 8–0    | Rudy Bears            | Nocaute (soco)                       | Bellator 140: Lima vs. Koreshkov         | 17/07/2015 | 1     | 1:05  | Uncasville, Connecticut |                                                 |
| Vitória | 7–0    | Nah–shon Burrell      | Decisão (unânime)                    | Bellator 128: Dantas vs. Warren          | 10/10/2014 | 3     | 5:00  | Thackerville, Oklahoma  |                                                 |
| Vitória | 6–0    | Ricky Rainey          | Nocaute Técnico (soco)               | Bellator 120: Jackson vs. Lawal          | 17/05/2014 | 1     | 4:29  | Southaven, Mississippi  | Retorno aos Meio Médios.                        |
| Vitória | 5–0    | Ramdan Mohamed        | Finalização (mata-leão)              | SFL 15                                   | 12/04/2013 | 1     | 3:48  | Mumbai                  | Estreia no Peso Médio.                          |
| Vitória | 4–0    | Ryan Sanders          | Nocaute (soco)                       | Bellator 93                              | 21/03/2013 | 1     | 0:10  | Lewiston, Maine         | Estreia no Bellator.                            |
| Vitória | 3–0    | Haitham El-Sayed      | Nocaute Técnico (interrupção médica) | SFL 7                                    | 02/11/2012 | 1     | 2:15  | Mumbai                  |                                                 |
| Vitória | 2–0    | Miguel Bernard        | Finalização (chave de braço)         | UCMMA 27                                 | 07/04/2012 | 1     | 1:43  | Londres                 | Bernard não bateu o peso; Peso Casado (80 kg).  |
| Vitória | 1–0    | Ben Dishman           | Nocaute Técnico (chute rodado)       | UCMMA 26                                 | 04/02/2012 | 1     | 1:05  | Londres                 |                                                 |

## Cartel no Boxe
| 2 vitórias (2 nocaute), 0 derrotas                                               |         |                  |      |              |                       |         |
| TKO = KO • UD = decisão unânime • SD = decisão dividida MD = decisão majoritária |         |                  |      |              |                       |         |
| Resultado                                                                        | Recorde | Adversário       | Tipo | Round, temps | Data                  | Local   |
| Vitória                                                                          | 2-0     | Michal Ciach     | KO   | 2 (4), 0:18  | 15 de junho de 2018   | Londres |
| Vitória                                                                          | 1-0     | Jonathan Castano | TKO  | 3 (4), 2:15  | 20 de outubro de 2017 | Londres |